# Racomitrium fuscescens
Racomitrium fuscescens är en bladmossart som beskrevs av William M. Wilson 1857. Racomitrium fuscescens ingår i släktet raggmossor, och familjen Grimmiaceae. Inga underarter finns listade i Catalogue of Life.